# Lista de partidos políticos no poder
Este artigo é uma lista dos partidos políticos atualmente no poder em seus respectivos países. A lista denota o sistema de governo de cada país e segue a ordem alfabética de Estados reconhecidos pelas Nações Unidas excluindo, portanto, territórios e nações em disputa internacional ou com reconhecido parcial. Entre os países listados, constam os governos liderados por políticos independentes que contam com apoio de determinados grupos políticos em seus respectivos países (como é o caso de Brasil, Itália e Rússia) e de países liderados por governos que não estão filiados a nenhuma instituição partidária. 
Também estão listados os países cujo sistema de governos não contempla a existência de partidos políticos, sendo todos estes Estados monárquicos absolutos ou eletivos (como é o caso dos Emirados Árabes Unidos e da Santa Sé); E também Estados monárquicos que aceitam a existência de partidos políticos, mas que estão atrelados à figura do Soberano sob a forma de um Conselho de Ministros. Em monarquias constitucionais ou parlamentaristas, em que o monarca é apenas o chefe de Estado, este não costuma ser filiado a nenhum movimento partidário ou expressar-se em tom partidário. 
Em países de sistema parlamentarista ou semipresidencialista, o partido majoritário no Parlamento costuma designar o chefe de governo (geralmente, Primeiro-ministro) e, portanto, configura-se simultaneamente como o partido no poder e o partido majoritário. Isto não é uma regra em se tratando de sistemas presidencialistas, onde o chefe de Estado e de governo pode ser de um partido político distinto do partido de maior expressão na legislatura nacional.  

## Estados reconhecidos pelas Nações Unidas
| País                           | Sistema partidário                                                                                     | Sistema partidário                                                                                     | Sistema partidário                                                                                     | Sistema partidário                                                                                     | Partido no poder (Executivo)                                                                           | Partido majoritário (Legislatura)                                                                      |
| País                           | Multipartidário                                                                                        | Bipartidário                                                                                           | Partido dominante                                                                                      | Unipartidário                                                                                          | Partido no poder (Executivo)                                                                           | Partido majoritário (Legislatura)                                                                      |
| ------------------------------ | --- | --- | --- | --- | --- | --- |
| Afeganistão                    | | | | Sim | Talibã                                                                                                 | – |
| África do Sul                  | | | Sim | | Congresso Nacional Africano                                                                            | Congresso Nacional Africano                                                                            |
| Albânia                        | Sim | | | | Partido Socialista                                                                                     | Partido Socialista                                                                                     |
| Alemanha                       | Sim | | | | União Democrata Cristã                                                                                 | União Democrata Cristã                                                                                 |
| Andorra                        | Sim | | | | Democratas por Andorra                                                                                 | Democratas por Andorra                                                                                 |
| Angola                         | | | Sim | | Movimento Popular de Libertação de Angola                                                              | Movimento Popular de Libertação de Angola                                                              |
| Antígua e Barbuda              | | Sim | | | Partido Trabalhista                                                                                    | Partido Trabalhista                                                                                    |
| Arábia Saudita                 | Monarquia absoluta que não contempla a existência de partidos políticos.                               | Monarquia absoluta que não contempla a existência de partidos políticos.                               | Monarquia absoluta que não contempla a existência de partidos políticos.                               | Monarquia absoluta que não contempla a existência de partidos políticos.                               | Monarquia absoluta que não contempla a existência de partidos políticos.                               | Monarquia absoluta que não contempla a existência de partidos políticos.                               |
| Argentina                      | Sim | | | | A Liberdade Avança                                                                                     | União pela Pátria                                                                                      |
| Armênia                        | Sim | | | | Aliança Meus Passos                                                                                    | Aliança Meus Passos                                                                                    |
| Austrália                      | Sim | | | | Partido Liberal                                                                                        | Partido Trabalhista Australiano                                                                        |
| Áustria                        | Sim | | | | Partido Popular Austríaco                                                                              | Partido Popular Austríaco                                                                              |
| Azerbaijão                     | | | Sim | | Partido Novo Azerbaijão                                                                                | Partido Novo Azerbaijão                                                                                |
| Barbados                       | | Sim | | | Movimento Livre Nacional                                                                               | Movimento Livre Nacional                                                                               |
| Bahrein                        | Estado monárquico que não contempla a existência de partidos políticos.                                | Estado monárquico que não contempla a existência de partidos políticos.                                | Estado monárquico que não contempla a existência de partidos políticos.                                | Estado monárquico que não contempla a existência de partidos políticos.                                | Estado monárquico que não contempla a existência de partidos políticos.                                | Estado monárquico que não contempla a existência de partidos políticos.                                |
| Bangladesh                     | | Sim | | | Liga Popular de Bangladesh                                                                             | Liga Popular de Bangladesh                                                                             |
| Barbados                       | | Sim | | | Partido Trabalhista de Barbados                                                                        | Partido Trabalhista de Barbados                                                                        |
| Bielorrússia                   | | | | Sim | Partido Comunista da Bielorrússia                                                                      | Partido Comunista da Bielorrússia                                                                      |
| Bélgica                        | Sim | | | | Movimento Reformador                                                                                   | Nova Aliança Flamenga                                                                                  |
| Belize                         | | Sim | | | Partido Democrático Unido                                                                              | Partido Democrático Unido                                                                              |
| Benim                          | Sim | | | | Forças Cauris/Aliança Amana                                                                            | Forças Cauris/Aliança Amana                                                                            |
| Butão                          | | Sim | | | Druk Nyamrup Tshogpa                                                                                   | Druk Nyamrup Tshogpa                                                                                   |
| Bolívia                        | Sim | | | | Movimento Democrático Social                                                                           | Movimento para o Socialismo                                                                            |
| Bósnia e Herzegovina           | Sim | | | | Partido da Ação Democrática                                                                            | Partido da Ação Democrática                                                                            |
| Botswana                       | | | Sim | | Partido Democrático do Botswana                                                                        | Partido Democrático do Botswana                                                                        |
| Brasil                         | Sim | | | | Partido dos Trabalhadores                                                                              | Partido Social Democrático (Senado) Partido Liberal (Câmara)                                           |
| Brunei                         | Monarquia absoluta que não contempla a existência de partidos políticos.                               | Monarquia absoluta que não contempla a existência de partidos políticos.                               | Monarquia absoluta que não contempla a existência de partidos políticos.                               | Monarquia absoluta que não contempla a existência de partidos políticos.                               | Monarquia absoluta que não contempla a existência de partidos políticos.                               | Monarquia absoluta que não contempla a existência de partidos políticos.                               |
| Bulgária                       | Sim | | | | GERB                                                                                                   | GERB                                                                                                   |
| Burkina Faso                   | | | Sim | | Movimento do Povo pelo Progresso                                                                       | Movimento do Povo pelo Progresso                                                                       |
| Burundi                        | Sim | | | | CNDD–FDD                                                                                               | CNDD–FDD                                                                                               |
| Camboja                        | | | Sim | | Partido Popular do Camboja                                                                             | Partido Popular do Camboja                                                                             |
| Camarões                       | | | Sim | | Movimento Democrático do Povo Camaronês                                                                | Movimento Democrático do Povo Camaronês                                                                |
| Canadá                         | Sim | | | | Partido Liberal do Canadá                                                                              | Partido Liberal do Canadá                                                                              |
| Cabo Verde                     | | Sim | | | Movimento para a Democracia                                                                            | Movimento para a Democracia                                                                            |
| Catar                          | Estado monárquico que não contempla a existência de partidos políticos.                                | Estado monárquico que não contempla a existência de partidos políticos.                                | Estado monárquico que não contempla a existência de partidos políticos.                                | Estado monárquico que não contempla a existência de partidos políticos.                                | Estado monárquico que não contempla a existência de partidos políticos.                                | Estado monárquico que não contempla a existência de partidos políticos.                                |
| Cazaquistão                    | | | Sim | | Nur Otan                                                                                               | Nur Otan                                                                                               |
| Chade                          | | Sim | | | Movimento de Salvação Patriótica                                                                       | Movimento de Salvação Patriótica                                                                       |
| Chile                          | Sim | | | | Chile Vamos                                                                                            | União Democrática Independente                                                                         |
| China                          | | | | Sim | Partido Comunista da China                                                                             | Partido Comunista da China                                                                             |
| Colômbia                       | Sim | | | | Centro Democrático                                                                                     | Centro Democrático                                                                                     |
| Comores                        | Sim | | | | União para o Desenvolvimento de Comores                                                                | União para o Desenvolvimento de Comores                                                                |
| Coreia do Norte                | | | | Sim | Partido dos Trabalhadores da Coreia                                                                    | Partido dos Trabalhadores da Coreia                                                                    |
| Coreia do Sul                  | Sim | | | | Partido Democrático da Coreia                                                                          | Partido Democrático da Coreia                                                                          |
| Costa Rica                     | Sim | | | | Partido da Ação Cidadã                                                                                 | Partido da Ação Cidadã                                                                                 |
| Costa do Marfim                | Sim | | | | Reagrupamento dos Republicanos                                                                         | Reagrupamento dos Republicanos                                                                         |
| Croácia                        | Sim | | | | União Democrática Croata                                                                               | União Democrática Croata                                                                               |
| Cuba                           | Sim | | | | Partido Comunista de Cuba                                                                              | Partido Comunista de Cuba                                                                              |
| Chipre                         | Sim | | | | Aliança Democrática                                                                                    | Aliança Democrática                                                                                    |
| Dinamarca                      | Sim | | | | Sociais Democratas                                                                                     | Sociais Democratas                                                                                     |
| Djibuti                        | | | Sim | | União pela Maioria Presidencial                                                                        | União pela Maioria Presidencial                                                                        |
| Dominica                       | | Sim | | | Partido Trabalhista da Dominica                                                                        | Partido Trabalhista da Dominica                                                                        |
| Egito                          | Sim | | | | Novo Partido Wafd                                                                                      | Partido do Egito Moderno                                                                               |
| Emirados Árabes Unidos         | Estado monárquico que não contempla a existência de partidos políticos.                                | Estado monárquico que não contempla a existência de partidos políticos.                                | Estado monárquico que não contempla a existência de partidos políticos.                                | Estado monárquico que não contempla a existência de partidos políticos.                                | Estado monárquico que não contempla a existência de partidos políticos.                                | Estado monárquico que não contempla a existência de partidos políticos.                                |
| El Salvador                    | Sim | | | | Novas Ideias                                                                                           | Novas Ideias                                                                                           |
| Equador                        | Sim | | | | Ação Democrática Nacional                                                                              | Movimento Revolução Cidadã                                                                             |
| Eritreia                       | | | | Sim | Frente Popular pela Democracia e Justiça                                                               | Frente Popular pela Democracia e Justiça                                                               |
| Eslováquia                     | Sim | | | | Gente Comum                                                                                            | Gente Comum                                                                                            |
| Eslovênia                      | Sim | | | | Partido Democrático Esloveno                                                                           | Partido Democrático Esloveno                                                                           |
| Espanha                        | Sim | | | | Partido Socialista Operário Espanhol                                                                   | Partido Socialista Operário Espanhol                                                                   |
| Estados Unidos                 | | Sim | | | Partido Democrata                                                                                      | Partido Democrata (Senado) Partido Republicano (Câmara)                                                |
| Etiópia                        | | | Sim | | Partido da Prosperidade                                                                                | Partido da Prosperidade                                                                                |
| Estónia                        | Sim | | | | Partido do Centro Estónio                                                                              | Partido do Centro Estónio                                                                              |
| Filipinas                      | Sim | | | | PDP–Laban                                                                                              | PDP–Laban                                                                                              |
| Finlândia                      | Sim | | | | Partido Social-Democrata da Finlândia                                                                  | Partido Social-Democrata da Finlândia                                                                  |
| França                         | Sim | | | | Renascimento                                                                                           | Renascimento                                                                                           |
| Gabão                          | | Sim | | | Partido Democrático Gabonês                                                                            | Partido Democrático Gabonês                                                                            |
| Gâmbia                         | Sim | | | | Coalização 2016                                                                                        | Coalização 2016                                                                                        |
| Gana                           | | Sim | | | Novo Partido Patriótico                                                                                | Novo Partido Patriótico                                                                                |
| Geórgia                        | Sim | | | | Sonho Georgiano                                                                                        | Sonho Georgiano                                                                                        |
| Grécia                         | Sim | | | | Nova Democracia                                                                                        | Nova Democracia                                                                                        |
| Granada                        | | Sim | | | Novo Partido Nacional                                                                                  | Novo Partido Nacional                                                                                  |
| Guatemala                      | Sim | | | | Vamos                                                                                                  | Unidade Nacional da Esperaça                                                                           |
| Guiana Francesa                | Sim | | | | Esquerda Diversa                                                                                       | Esquerda Diversa                                                                                       |
| Guiana                         | | | Sim | | Parceria pela Unidade Nacional                                                                         | Parceria pela Unidade Nacional                                                                         |
| Guiné                          | | Sim | | | Assembleia Popular da Guiné                                                                            | Assembleia Popular da Guiné                                                                            |
| Guiné-Bissau                   | | Sim | | | Madem G15                                                                                              | Partido Africano da Independência da Guiné                                                             |
| Guiné Equatorial               | | | Sim | | Partido Democrático da Guiné Equatorial                                                                | Partido Democrático da Guiné Equatorial                                                                |
| Haiti                          | Sim | | | | Partido Haitiano Tèt Kale                                                                              | Partido Haitiano Tèt Kale                                                                              |
| Honduras                       | Sim | | | | Partido Nacional de Honduras                                                                           | Partido Nacional de Honduras                                                                           |
| Hungria                        | Sim | | | | Fidesz                                                                                                 | Fidesz                                                                                                 |
| Iêmen                          | | | Sim | | Congresso Geral do Povo                                                                                | Congresso Geral do Povo                                                                                |
| Islândia                       | Sim | | | | Movimento de Esquerda Verde                                                                            | Movimento de Esquerda Verde                                                                            |
| Índia                          | Sim | | | | Aliança Democrática Nacional                                                                           | Aliança Democrática Nacional                                                                           |
| Indonésia                      | Sim | | | | Partido Democrático Indonésio-Luta                                                                     | Partido Democrático Indonésio-Luta                                                                     |
| Irão                           | | | Sim | | Partido da Moderação e Desenvolvimento                                                                 | Partido da Moderação e Desenvolvimento                                                                 |
| Iraque                         | Sim | | | | Aliança pela Reforma                                                                                   | Aliança pela Reforma                                                                                   |
| Irlanda                        | Sim | | | | Fine Gael                                                                                              | Fine Gael                                                                                              |
| Israel                         | Sim | | | | Likud                                                                                                  | Likud                                                                                                  |
| Itália                         | Sim | | | | Movimento 5 Estrelas                                                                                   | Movimento 5 Estrelas                                                                                   |
| Jamaica                        | | Sim | | | Partido Trabalhista da Jamaica                                                                         | Partido Trabalhista da Jamaica                                                                         |
| Japão                          | Sim | | | | Partido Liberal Democrata                                                                              | Partido Liberal Democrata                                                                              |
| Jordânia                       | Estado monárquico contempla a existência de partidos políticos desde que ligados à figura do Soberano. | Estado monárquico contempla a existência de partidos políticos desde que ligados à figura do Soberano. | Estado monárquico contempla a existência de partidos políticos desde que ligados à figura do Soberano. | Estado monárquico contempla a existência de partidos políticos desde que ligados à figura do Soberano. | Estado monárquico contempla a existência de partidos políticos desde que ligados à figura do Soberano. | Estado monárquico contempla a existência de partidos políticos desde que ligados à figura do Soberano. |
| Kiribati                       | Sim | | | | Tobwaan Kiribati                                                                                       | Tobwaan Kiribati                                                                                       |
| Kuwait                         | Estado não contempla a existência de partidos políticos.                                               | Estado não contempla a existência de partidos políticos.                                               | Estado não contempla a existência de partidos políticos.                                               | Estado não contempla a existência de partidos políticos.                                               | Estado não contempla a existência de partidos políticos.                                               | Estado não contempla a existência de partidos políticos.                                               |
| Laos                           | | | | Sim | Partido Popular Revolucionário do Laos                                                                 | Partido Popular Revolucionário do Laos                                                                 |
| Letônia                        | Sim | | | | Nova Unidade                                                                                           | Nova Unidade                                                                                           |
| Líbano                         | Sim | | | | Aliança Marcha 8                                                                                       | Aliança Marcha 8                                                                                       |
| Lesoto                         | | | Sim | | Convenção Todos os Basothos                                                                            | Convenção Todos os Basothos                                                                            |
| Libéria                        | Sim | | | | Coalização pela Mudança Democrática                                                                    | Coalização pela Mudança Democrática                                                                    |
| Líbia                          | Sim | | | | Aliança das Forças Nacionais                                                                           | Aliança das Forças Nacionais                                                                           |
| Liechtenstein                  | Sim | | | | Partido Cívico Progressista                                                                            | Partido Cívico Progressista                                                                            |
| Lituânia                       | Sim | | | | União dos Camponeses e Verdes Lituanos                                                                 | União dos Camponeses e Verdes Lituanos                                                                 |
| Luxemburgo                     | Sim | | | | Partido Democrata                                                                                      | Partido Democrata                                                                                      |
| Madagáscar                     | Sim | | | | Tanora malaGasy Vonona                                                                                 | Tanora malaGasy Vonona                                                                                 |
| Malawi                         | Sim | | | | Partido Democrata Progressista                                                                         | Partido Democrata Progressista                                                                         |
| Malásia                        | Sim | | | | Perikatan Nasional                                                                                     | Perikatan Nasional                                                                                     |
| Maldivas                       | Sim | | | | Partido Democrático das Maldivas                                                                       | Partido Democrático das Maldivas                                                                       |
| Mali                           | Sim | | | | Aliança pelo Mali                                                                                      | Aliança pelo Mali                                                                                      |
| Malta                          | | Sim | | | Partido Trabalhista de Malta                                                                           | Partido Trabalhista de Malta                                                                           |
| Marrocos                       | Sim | | | | Partido da Justiça e Desenvolvimento                                                                   | Partido da Justiça e Desenvolvimento                                                                   |
| Ilhas Maurícias                | Sim | | | | União pela República                                                                                   | União pela República                                                                                   |
| México                         | Sim | | | | Juntos Haremos Historia                                                                                | Juntos Haremos Historia                                                                                |
| Moldávia                       | Sim | | | | Partido da Ação e Solidariedade                                                                        | Partido da Ação e Solidariedade                                                                        |
| Mónaco                         | | | Sim | | – | Priorité Monaco                                                                                        |
| Mongólia                       | Sim | | | | Partido Democrático                                                                                    | Partido Democrático                                                                                    |
| Moçambique                     | Sim | | | | FRELIMO                                                                                                | FRELIMO                                                                                                |
| Nepal                          | Sim | | | | Partido Comunista do Nepal                                                                             | Partido Comunista do Nepal                                                                             |
| Nicarágua                      | Sim | | | | Frente Sandinista de Libertação Nacional                                                               | Frente Sandinista de Libertação Nacional                                                               |
| Níger                          | Sim | | | | Partido para a Democracia e o Socialismo do Níger                                                      | Partido para a Democracia e o Socialismo do Níger                                                      |
| Nigéria                        | Sim | | | | Congresso de Todos os Progressistas                                                                    | Congresso de Todos os Progressistas                                                                    |
| Noruega                        | Sim | | | | Partido Conservador                                                                                    | Partido Conservador                                                                                    |
| Nova Zelândia                  | Sim | | | | Partido Nacional                                                                                       | Partido Nacional                                                                                       |
| Omã                            | Estado monárquico que não contempla a existência de partidos políticos.                                | Estado monárquico que não contempla a existência de partidos políticos.                                | Estado monárquico que não contempla a existência de partidos políticos.                                | Estado monárquico que não contempla a existência de partidos políticos.                                | Estado monárquico que não contempla a existência de partidos políticos.                                | Estado monárquico que não contempla a existência de partidos políticos.                                |
| Paquistão                      | Sim | | | | Movimento Paquistanês pela Justiça                                                                     | Movimento Paquistanês pela Justiça                                                                     |
| Palestina                      | Sim | | | | Fatah                                                                                                  | Fatah                                                                                                  |
| Panamá                         | Sim | | | | Partido Revolucionário Democrático                                                                     | Partido Revolucionário Democrático                                                                     |
| Papua-Nova Guiné               | Sim | | | | Partido do Congresso Nacional Popular                                                                  | Partido do Congresso Nacional Popular                                                                  |
| Paraguai                       | Sim | | | | Partido Colorado                                                                                       | Partido Colorado                                                                                       |
| Peru                           | Sim | | | | Peruanos para Mudança                                                                                  | Peruanos para Mudança                                                                                  |
| Polónia                        | Sim | | | | Lei e Justiça                                                                                          | Direita Unida (Sejm) Lei e Justiça (Senado)                                                            |
| Portugal                       | Sim | | | | Partido Social Democrata                                                                               | Partido Social Democrata                                                                               |
| Quênia                         | Sim | | | | Partido Jubilee                                                                                        | Partido Jubilee                                                                                        |
| Quirguistão                    | Sim | | | | Partido Social-Democrata do Quirgistão                                                                 | Partido Social-Democrata do Quirgistão                                                                 |
| Reino Unido                    | Sim | | | | Partido Conservador                                                                                    | Partido Conservador                                                                                    |
| República Centro-Africana      | Sim | | | | – | União Nacional pela Democracia e Progresso                                                             |
| República Democrática do Congo | Sim | | | | União para a Democracia e o Progresso Social                                                           | Frente Comum pelo Congo                                                                                |
| República do Congo             | | | Sim | | Partido Congolês do Trabalho                                                                           | Partido Congolês do Trabalho                                                                           |
| Roménia                        | Sim | | | | Partido Nacional Liberal                                                                               | Partido Nacional Liberal                                                                               |
| Ruanda                         | | | | Sim | Frente Patriótica de Ruanda                                                                            | Frente Patriótica de Ruanda                                                                            |
| Rússia                         | | | | Sim | – | Rússia Unida                                                                                           |
| San Marino                     | Sim | | | | Civic 10                                                                                               | Partido Democrata Cristão                                                                              |
| Senegal                        | Sim | | | | Aliança pela República                                                                                 | Aliança pela República                                                                                 |
| Sérvia                         | | | Sim | | Partido Progressista Sérvio                                                                            | Partido Progressista Sérvio                                                                            |
| Seicheles                      | | Sim | | | Partido Popular                                                                                        | Partido Popular                                                                                        |
| São Tomé e Príncipe            | Sim | | | | Ação Democrática Independente                                                                          | Ação Democrática Independente                                                                          |
| Serra Leoa                     | Sim | | | | Partido Popular                                                                                        | Partido Popular                                                                                        |
| Singapura                      | | | Sim | | Partido de Ação Popular                                                                                | Partido de Ação Popular                                                                                |
| Síria                          | | | Sim | | Partido Árabe Socialista Ba'ath                                                                        | Partido Árabe Socialista Ba'ath                                                                        |
| Somália                        | Sim | | | | Tayo                                                                                                   | Tayo                                                                                                   |
| Sri Lanka                      | Sim | | | | Sri Lanka Podujana Peramuna                                                                            | Partido Nacional Unido                                                                                 |
| Sudão                          | Sim | | | | Congresso Nacional                                                                                     | Congresso Nacional                                                                                     |
| Sudão do Sul                   | | | Sim | | Movimento Popular de Libertação do Sudão                                                               | Movimento Popular de Libertação do Sudão                                                               |
| Suécia                         | Sim | | | | Partido Social-Democrata                                                                               | Partido Social-Democrata                                                                               |
| Suíça                          | Sim | | | | Partido Social Democrata                                                                               | Partido Popular Suíço                                                                                  |
| Suriname                       | Sim | | | | Partido Nacional Democrático                                                                           | Partido Nacional Democrático                                                                           |
| Tailândia                      | Sim | | | | Partido Palang Pracharat                                                                               | Partido Palang Pracharat                                                                               |
| Tajiquistão                    | | | Sim | | Partido Democrático Popular do Tajiquistão                                                             | Partido Democrático Popular do Tajiquistão                                                             |
| Tanzânia                       | Sim | | | | Partido da Revolução                                                                                   | Partido da Revolução                                                                                   |
| Togo                           | | | Sim | | União pela República                                                                                   | União pela República                                                                                   |
| Tonga                          | Sim | | | | – | Partido Democrático das Ilhas Amigas                                                                   |
| Trinidad e Tobago              | Sim | | | | Movimento Nacional Popular                                                                             | Movimento Nacional Popular                                                                             |
| Tunísia                        | Sim | | | | Ettakatol                                                                                              | |
| Turquia                        | Sim | | | | Partido da Justiça e Desenvolvimento                                                                   | Partido da Justiça e Desenvolvimento                                                                   |
| Turquemenistão                 | | | Sim | | Partido Democrático do Turcomenistão                                                                   | Partido Democrático do Turcomenistão                                                                   |
| Tuvalu                         | Estado democrático que não contempla existência de partidos políticos.                                 | Estado democrático que não contempla existência de partidos políticos.                                 | Estado democrático que não contempla existência de partidos políticos.                                 | Estado democrático que não contempla existência de partidos políticos.                                 | Estado democrático que não contempla existência de partidos políticos.                                 | Estado democrático que não contempla existência de partidos políticos.                                 |
| Uganda                         | Sim | | | | Movimento de Resistência Nacional                                                                      | Movimento de Resistência Nacional                                                                      |
| Ucrânia                        | Sim | | | | Servo do Povo                                                                                          | Servo do Povo                                                                                          |
| Uruguai                        | Sim | | | | Partido Nacional                                                                                       | Frente Amplio                                                                                          |
| Uzbequistão                    | Sim | | | | Partido Liberal Democrata do Uzbequistão                                                               | Partido Liberal Democrata do Uzbequistão                                                               |
| Vanuatu                        | Sim | | | | – | Movimento de Reunificação pela Mudança                                                                 |
| Vaticano                       | Estado monárquico eletivo que não contempla a existência de partidos políticos.                        | Estado monárquico eletivo que não contempla a existência de partidos políticos.                        | Estado monárquico eletivo que não contempla a existência de partidos políticos.                        | Estado monárquico eletivo que não contempla a existência de partidos políticos.                        | Estado monárquico eletivo que não contempla a existência de partidos políticos.                        | Estado monárquico eletivo que não contempla a existência de partidos políticos.                        |
| Venezuela                      | | | Sim | | Partido Socialista Unido da Venezuela                                                                  | Partido Socialista Unido da Venezuela                                                                  |
| Vietname                       | | | | Sim | Partido Comunista do Vietnã                                                                            | Partido Comunista do Vietnã                                                                            |
| Zâmbia                         | Sim | | | | Frente Patriótica                                                                                      | Frente Patriótica                                                                                      |
| Zimbabwe                       | | Sim | | | União Nacional Africana do Zimbabwe - Frente Patriótica                                                | União Nacional Africana do Zimbabwe - Frente Patriótica                                                |